# Geron griseus
Geron griseus är en tvåvingeart som beskrevs av Zaitzev 1962. Geron griseus ingår i släktet Geron och familjen svävflugor. Inga underarter finns listade i Catalogue of Life.